# Amin Abu Rashid
Amin Abu Rashid (även Amin Abu-Ibrahim) född 10 oktober 1967, är en palestinsk-nederländsk medborgare, mest känd för sin aktivism för Hamas.
År 2007 uppgav amerikanska och andra källor att Rashid var medlem av Al-Aqsa Foundation i Rotterdam. År 2009 rapporterade Palestine News Network att Rashid var generalsekreterare för Popular Forum i Nederländerna. Han har sedan tidigare fått en hedersutmärkelse av Hamasledaren Ismail Haniya.
Rashid ordförande för den Europeiska palestinska konferensen i Malmö 2023. Konferensen uppmärksammades då den även besöktes av den socialdemokratiske riksdagsledamoten Jamal El-Haj.
Rashid och hans 25-åriga dotter greps i juni 2023 misstänkta för att ha skickat omkring 5,5 miljoner euro (cirka 65 miljoner kronor) till organisationer knutna till terrorgruppen Hamas. Rashid släpptes från häktet i maj 2024.